# Örby-Skene församling
Örby–Skene församling är en församling inom Svenska kyrkan i Marks och Kinds kontrakt i Göteborgs stift. Församlingen ligger i Marks kommun i Västra Götalands län och utgör ett eget pastorat.

## Administrativ historik
Församlingen har medeltida ursprung. Namnet var till 1 juli 1997 Örby församling. 1570 införlivades Svänasjö församling. Från 1962 till 1 juli 1991 var församlingen uppdelad i två kyrkobokföringsdistrikt: Örby kbfd (till 1966 154100, 1967–1970 154101, från 1971 156303) och Skene kbfd (till 1966 156400, 1967–1970 156401, från 1971 156302).
Församlingen var till 1962 moderförsamling i pastoratet Örby och Kinna som till 1570 även omfattade Svänasjö församling. Från 1962 utgör församlingen ett eget pastorat.

## Kyrkor
- Örby kyrka
- Skene kyrka
- Sjukhuskyrkan Skene
- Svenasjö kapell